# Plaza Bolívar (Tinaquillo)
La plaza Bolívar es la plaza principal de la ciudad de Tinaquillo (Venezuela). Está ubicada en el casco central de la ciudad. Cuenta con una estatua de cuerpo completo del libertador Simón Bolívar, emplazada no en el centro de la misma, sino en un extremo; algo no muy común.
Frente a ella esta la Iglesia de Nuestra Señora del Socorro, que representa una edificación antigua pero que al paso del tiempo se ha mantenido.
También la alcaldía de Municipio Tinaquillo, fundada en 1895. Y también las ruinas de la antigua iglesia.
- Datos: Q20024918